# カレブ・ワッツ
カレブ・カシウス・ワッツ（英語: Caleb Cassius Watts、2002年1月16日 - ）は、オーストラリアとイングランドのサッカー選手。ポジションはMF。

## クラブ歴
クイーンズ・パーク・レンジャーズFCの下部組織から2018年にサウサンプトンFCの下部組織に移った。2019年7月にプロ契約を締結。2021年1月19日に行われたFAカップで選手初出場を記録。翌週にはプレミアリーグのアーセナルFC戦でダニー・イングスに代わって投入されリーグ戦初出場を記録した。
2022年1月12日、クローリー・タウンFCにシーズン終了までレンタル移籍。2022年6月23日、モアカムFCにレンタル移籍。
2023年9月15日、エクセター・シティFCに移籍した。

## 代表歴
2019年にオーストラリアU-17代表として2019 FIFA U-17ワールドカップに出場した。2021年には飛び級で東京オリンピックに出場した。

## 個人
父がオーストラリア人で母がイングランド人、本人はイングランド生まれである。